# The Addams Family: Pugsley's Scavenger Hunt
The Addams Family: Pugsley's Scavenger Hunt is een computerspel gebaseerd op The Addams Family, en dan met name de tweede animatieserie. Het spel is uitgebracht door Ocean Software in 1993. Het perspectief van het spel is in de derde persoon.

## Achtergrond
Het spel werd uitgebracht op alle drie de Nintendosystemen die destijds beschikbaar waren:
- Super NES in februari, 1993
- Game Boy in juli, 1993
- NES in augustus, 1993

De Game Boy versie werd gemaakt door Enigma Variations Ltd.
Het spel zelf is een side scrolling platformspel dat sterk lijkt op het vorige spel. Een grote bron van kritiek was dat de SNES versie geen wachtwoordoptie had.

## Plot
In het spel neemt de speler de rol aan van Pugsley Addams. Hij wordt uitgedaagd tot een “scavenger hunt”. Op zijn zoektocht moet hij de kamers van alle familieleden doorzoeken om van ieder een voorwerp te bemachtigen.
De NES-versie van het spel was gebaseerd op het vorige Addams Family spel, met dezelfde levels, vijanden en gameplay; maar nu met Pugsley in de hoofdrol in plaats van Gomez.

## Ontvangst
| Beoordeeld door                 | Platform | Datum           | Score |
| ------------------------------- | -------- | --------------- | ----- |
| Electronic Gaming Monthly (EGM) | Game Boy | december 1993   | 62%   |
| GamePro (USA)                   | NES      | november 1993   | 60%   |
| Game Freaks 365                 | NES      | 5 december 2007 | 28%   |